# Rolf Poche
Rolf Poche (* 4. Oktober 1938 in Halle (Saale)) ist ein deutscher Ingenieur und früherer Volkskammerabgeordneter der DDR für die Freie Deutsche Jugend (FDJ) und später für die SED.

## Leben
Poche ist der Sohn eines Arbeiters. Nach dem Besuch der Grundschule nahm er 1953 eine dreijährige Lehre zum Former auf und besuchte dann die Fachschule für Gießereiwesen in Leipzig, Außenstelle Halle, wo er den Abschluss als Meister der volkseigenen Industrie erlangte. Als Gießereimeister war er fortan im VEB Maschinenfabrik Halle (Saale) tätig. Später qualifizierte er sich zum Ingenieur und wurde in seinem Betrieb Bereichsingenieur.

## Politik
Poche trat 1952 in die FDJ und 1953 in den FDGB ein und wurde 1962 Mitglied der SED.
In der Wahlperiode von 1963 bis 1967 war er Mitglied der FDJ-Fraktion in der Volkskammer der DDR, in den folgenden Wahlperioden bis 1990 Mitglied der SED-Fraktion.